# 4856 Seaborg
A 4856 Seaborg (ideiglenes jelöléssel 1983 LJ) a Naprendszer kisbolygóövében található aszteroida. Carolyn Shoemaker fedezte fel 1983. június 11-én.